# 741 Botolphia
741 Botolphia eller 1913 QT  är en asteroid i huvudbältet, som upptäcktes 10 februari 1913 av den amerikanske astronomen Joel Hastings Metcalf i Winchester. Den är uppkallad efter den amerikanska staden Boston, som i sin tur fått sitt namn efter Sankt Botulf.
Asteroiden har en diameter på ungefär 29 kilometer.